# نوریا مارتینس
نوریا مارتینس (اسپانیایی: Nuria Martínez‎؛ زادهٔ ۲۹ فوریهٔ ۱۹۸۴) بازیکن بسکتبال زن اهل اسپانیا است.
وی در مسابقات کشوری و بین‌المللی در مجموع برندهٔ ۲ مدال نقره، ۴ مدال برنز شده‌است.